# Калікіно (В'язниківський район)
Калікіно (рос. Каликино) — присілок у В'язниківському районі Владимирської області Російської Федерації.
Входить до складу муніципального утворення Октябрська сільрада. Населення становить 5 осіб (2010).

## Історія
Присілок розташований на землях фіно-угорського народу мещери.
Від 10 квітня 1929 року належить до В'язниковського району. Спочатку у складі Івановської промислової області, а від 1944 року — Владимирської області.
Згідно із законом від 16 травня 2005 року входить до складу муніципального утворення Октябрська сільрада.

## Населення
| 1859 | 1905 | 1926 | 2010 |
| ---- | ---- | ---- | ---- |
| 55   | ↗83  | ↗119 | ↘5   |